# یان تاساژ
یان تاساژ (چکی: Jan Tesař؛ زادهٔ ۲۶ مارس ۱۹۹۰) دونده سرعت اهل جمهوری چک است.